# 真愛永恆
《真愛永恆》（英語：The Fountain）是一部2006年美國愛情劇情電影，融合了奇幻、歷史、宗教和科幻小說等元素，由戴倫·艾洛諾夫斯基執導，休·傑克曼和瑞秋·懷茲主演。

## 發行

### 評價
2006年9月2日，電影於第63屆威尼斯影展首映，獲得兩極評價。數家評論在媒體放映結束後對《真愛永恆》展開抨擊，電影卻在隨後晚間的公開放映獲得觀眾長達10分鐘的起立鼓掌。2006年11月22日，同時也是美國感恩節前夕，《真愛永恆》在美國和加拿大的1472家戲院上映，截至11月24日在美加地區獲得376萬8702美元的首輪週末票房。

## 外部連結
- 官方网站（英文）
- 互联网电影数据库（IMDb）上《真愛永恆》的资料（英文）
- 豆瓣电影上《真愛永恆》的資料 （简体中文）